# یواس‌اس تاماکوا (وای‌تی‌بی-۷۹۷)
یواس‌اس تاماکوا (وای‌تی‌بی-۷۹۷) (به انگلیسی: USS Tamaqua (YTB-797)) یک کشتی بود با طول ۱۰۹ فوت (۳۳ متر) بود. این کشتی در سال ۱۹۶۸ ساخته شد.